# أندرو ستيوارت (سياسي أمريكي)
أندرو ستيوارت (بالإنجليزية: Andrew Stewart)‏ هو سياسي أمريكي، ولد في 6 أبريل 1836 في يونيونتاون في الولايات المتحدة، وتوفي في 9 نوفمبر 1903. حزبياً، نشط في الحزب الجمهوري. وقد انتخب عضو مجلس النواب الأمريكي.